# Корсунський інцидент
Корсунський інцидент, відомий у російських джерелах як Корсунський погром — подія, що сталася увечері 20 лютого 2014 року під Корсунь-Шевченківським на Черкащині і стала основою для фальсифікацій російської пропаганди. Колона автобусів з активістами Антимайдану, які поверталися з Києва до Криму, була зупинена активістами Євромайдану та місцевими жителями на блокпості у Корсунь-Шевченківському, у 135 км від Києва. Пасажирів автобусів вивели, провели обшук і декотрих побили, декілька автобусів спалили. Антимайданівців відправили до Криму електричками. З автобусів було також звільнено трьох чоловік, прихильників Майдану, яких антимайданівці взяли в полон раніше.
У подіях під Корсунь-Шевченківським не підтверджено жодної людської смерті, не було опубліковано також жодного імені загиблого чи зниклого безвісти у тих подіях. Проте здебільшого російські ЗМІ неправдиво повідомили про значні людські жертви — 7 чоловік загиблими, 30 зниклими безвісти, та розповсюдили інформацію про жорстокі тортури, яким було піддано антимайданівців.
Подія набула значного розголосу в російському середовищі. Володимир Путін назвав корсунський інцидент приводом для військової операції в Криму, МЗС Росії вніс інцидент до «Білої книги», події були відображені російськими фільмами рос. «Корсуньский погром» і рос. «Крым. Путь на родину», що позиціюються як документальні, а також у художньому рос. «Крым: С любимыми не расставайтесь».

## Передумови
18—20 лютого 2014 року у Києві відбулися події завершального етапу Євромайдану. 18 лютого сотні активістів Євромайдану були побиті активістами Антимайдану, міліціонерами в цивільному та службовцями Беркуту у Маріїнському парку перед Верховною Радою та на прилеглих вулицях. У сутичках того дня загинуло понад 20 осіб.
У ніч з 18 на 19 лютого почався штурм Майдану із застосуванням бронетехніки як таранів, було спалено Дім профспілок на Майдані Незалежності. Президент Янукович ініціював початок антитерористичних заходів у Києві з операціями «Бумеранг» та «Хвиля».
20 лютого 2014 ранковий наступ Беркуту на Майдан було зупинено вогнепальним вогнем його захисників, після чого майже 50 євромайданівців були убиті чорною ротою Беркуту на вулиці Інститутській.

## Перебіг подій
Колона з щонайменше семи автобусів з учасниками Антимайдану виїхала з Києва. Надвечір 20 лютого на блокпосту під Корсунь-Шевченківським, активісти Майдану та містяни зупинили п'ять із восьми автобусів із беркутівцями та антимайданівцями («тітушками») — дорогу перекрили шлагбаумом та автомобільними покришками. За словами Володимира Воропая, одного з керівників блокпосту, до зупинених автобусів вийшло приблизно 2 тис. місцевих містян, і до 200 членів самооборони. На запит вийти на вулицю, пасажири автобусів почали жбурляти з вікон світлошумові гранати. За словами майданівців, ті у відповідь почали бити битами по склу автобусів.
Затриманих беркутівців та антимайданівців корсунські активісти роззброїли. За їх словами, вони вилучали дерев'яні бити із цвяхами, ножі і навіть мачете — усі предмети залиті кров'ю. За даними черкаських активістів, були в кримчан і відео побиття майданівців, і закривавлені щити 14 сотні самооборони Майдану.

Три автобуси були спалені. За словами Сергія Шульги, учасника корсуньської самооборони, майданівці звільнили з автобусів заручників — їх взяли в полон антимайданівці раніше:

| На блокпосту у селі Миронівка «тітушки» зупинилися і п'ятдесят тамтешніх активістів побили і штабелями поклали у кюветі. А трьох взяли в заручники і везли в автобусі. Один із них був підрізаний. Ми вже їх тут звільнили і в лікарню відвезли. |
| — Сергій Шульга, корсунський самооборонівець |

21 лютого 2014 року голова обласного відділення УДАРу Віталій Ілляшенко повідомив, що амуніцію у беркутівців, що їхали в колоні, було відібрано. Він зробив припущення, що це був харківський підрозділ Беркуту, оскільки їх автобус мав харківські номери.

### Постраждалі
Того ж дня МВС України в Черкаській області спростувало чутки про загиблих у подіях під Корсунь-Шевченківським, інформацію про відсутність жертв повторив і голова Кримської Ради Анатолій Могильов. Міністр охорони здоров'я АРК Олександр Каневський повідомив про трьох поранених внаслідок сутичок:

| .. два человека получили легкие ранения, их посадили на поезд и вечером они должны приехать в Крым. Один с тяжелыми ранениями у него вывих бедра и ранение брюшной полости, он находится в реанимации, мы мониторим ситуацию. Там им занимаются местные доктора. |
| — Олександр Каневський, міністр охорони здоров'я АРК |

### Формування і розвиток міфу
21 лютого 2014 року з посиланням на агентство «АР-Крим» новину про 8 загиблих антимайданівців розповсюдили 0692.ua. Про загиблих під Кіровоградом також почали поширювати інші новинні ресурси, а вже увечері того ж дня дезинформація була оприлюднена у прайм-тайм на ток-шоу телеканалу «Россия-1».

Вже 10 березня почали оприлюднюватися розповіді про жорстокі тортури:

| Совершенно мирные люди, без оружия, без масок, ехали в автобусах обратно в Крым, однако их начали преследовать сотни националистов. Погромщики забрасывали автобусы с крымскими номерами «коктейлями Молотова», пытаясь сжечь их вместе с людьми. Тех, кто выбегал из горящих автобусов, добивали арматурой и бейсбольными битами, давили машинами, расстреливали. |
| — Михайло Шеремет |

У травні 2014 року з'являються все нові подробиці:

| Нас практически туда завели гаишники. Они нас туда завели и сами уехали. Когда люди подошли, там было где-то тысячи две с половиной, наверное. Они были вооружены дубинами, палками, уголками, кто чем, оружие было, вилы, грабли. Бутылки с зажигательной смесью стояли. Они нам сказали - выходите, вам ничего не будет. И когда мы вышли нас стали просто убивать. Если бы не каска... Просто-напросто каска лопнула у меня на голове когда, он ехал по мне. Ну видите, вот травма вот здесь. Ухо, вот это все, надо делать операции. У меня были повреждены ребра. |
| — Андрій Нікіфоров |

Російському журналісту Андрію Кондрашову, автору фільму «Крым. Путь на родину» учасник події розказав таке:

| Сидели в куче, они выдергивали наших людей, крымчан, и заставляли кого за пазуху собирать, сбрасывать разбитое из автобуса стекло, либо в кармане, либо есть заставляли. ... Да, есть стекло. Люди брали, несмотря ни на что, и ели. Потому что жить хотелось всем. |
| — Михайло Гунько |

Хоча МВС України Черкаської області ще у день інциденту у 2014 році спростувало чутки про загиблих, диктор у фільмі «Крым. Путь на родину», знятому 2015 року, посилався нібито на дані МВС України про семеро загиблих:

| Корсуньский погром, как эту трагедию сразу назовут в Крыму, по данным МВД Украины, унёс жизни семи человек. |
| — Крым. Путь на родину. [20:37]                                                                             |

## Реакція
- 2 квітня 2014 року призначена окупаційними силами Рада Криму повідомила, що за їх попередніми даними у сутичці під Корсунь-Шевченківським 7 учасників Антимайдану були вбиті, а порядка 30 зникли безвісти. Валерій Косарьов, голова комісії Ради Криму і голова «Комітету з захисту прав людей, що постраждали від Євромайдану і дій прихильників „Правого сектора“» повідомив, що комітет займатиметься виявленням злочинів, скоєних в Україні з листопада 2013 до березня 2014 року.[13][14][15]

| То, что царило во времена, когда фашизм пришел к власти в Германии, применялось и в Украине. |
| — Валерій Косарьов                                                                           |

- 27 травня 2014 року організацією IGCP було опубліковано короткометражну стрічку, що позиціюється як документальна, рос. «Корсуньский погром».
- Володимир Путін у фільмі «Крым. Путь на родину», що був продемонстрований 15 березня 2015 року, так висловився про ці події, назвавши їх приводом для проведення військової операції в Криму:[16][11]

| Когда мы увидели вспышку наиболее крайнего национализма, стало понятно, что для людей, проживающих именно в Крыму, могут наступить очень тяжелые времена. И только тогда, я хочу это подчеркнуть, возникла мысль о том, что мы не можем просто так оставить людей в беде в этой ситуации. |
| — Володимир Путін |

## Наслідки
Міністерство закордонних справ Російської Федерації зафіксувало події під Корсунь-Шевченківським у своїй «Білій книзі».

## Подальші згадування
У 2019 році, перед виборами, Євгеній Мураєв повторив російську дезинформацію про убитих людей:

| Зізнаюся зараз [голові Служби безпеки] Грицаку Василю Сергійовичу, я дивився заборонений фільм «Крим. Дорога додому». Там [президент Росії Володимир] Путін чітко говорив, коли операція із захоплення Криму почалася — коли почалася Корсунська трагедія. Коли «герої Майдану» били кримчан, що поверталися додому, били й вбивали. Палили їхні автобуси. |
| — Євгеній Мураєв, 20 лютого 2019, ефір телеканалу «Наш» |

## Матеріали
- Наталя Приходько, «Абхазский сценарий» как технологема [Архівовано 15 жовтня 2017 у Wayback Machine.] // lb.ua/blog, 21 лютого 2014
- Дар'я Бунякіна, Черкащани: «Корсунський погром» — вигадка російських пропагандистів [Архівовано 15 жовтня 2017 у Wayback Machine.] // Радіо Свобода, 16 березня 2015
- Инна Аннитова, Убийства, которых не было: о чем лжет фильм «Крым» [Архівовано 19 жовтня 2017 у Wayback Machine.] // Крим. Реалії, 19 жовтня 2017
- Ошибки в фильме «Крым. Путь на родину» [Архівовано 24 лютого 2018 у Wayback Machine.](рос.) // StopFake, 27 квітня 2016

### Відео
- Після цього Путін захопив Крим [Архівовано 23 березня 2020 у Wayback Machine.] // Крим.Реалії, 16 лютого 2020